# 登戸町
登戸町（のぼりとちょう）は、埼玉県越谷市の町名。現行行政地名は登戸町のみ。丁番のない単独町名である。住居表示実施地区。郵便番号は343-0846。

## 地理
埼玉県の東部地域で、越谷市の中央部に位置し、東武伊勢崎線新越谷駅・武蔵野線南越谷駅の南東部に広がる市街地。東端には葛西用水路（東京葛西用水）が流れる。

## 歴史
かつては登戸村であった。

### 年表
- 1889年（明治22年）4月1日 - 登戸村と瓦曽根村、蒲生村が合併し南埼玉郡蒲生村が成立。登戸村は蒲生村の大字登戸となる。
- 1954年（昭和29年）11月3日 - 蒲生村が越ヶ谷町、大沢町、新方村、桜井村、大袋村、荻島村、出羽村、大相模村、増林村と合併し、越谷町の大字となる。
- 1958年（昭和33年）11月3日 - 市制施行に伴い越谷市の大字となる。
- 1967年（昭和42年）11月1日 - 大字登戸の大部分、大字蒲生の一部から登戸町が成立。同日、大字登戸の一部が南越谷となっている。
- 1970年（昭和45年）7月1日 - 大字登戸の一部が川柳町に編入。

## 世帯数と人口
2022年（令和4年）1月1日現在の世帯数と人口は以下の通りである。
| 町丁   | 世帯数    | 人口    |
| ------ | --------- | ------- |
| 登戸町 | 2,136世帯 | 4,385人 |

## 小・中学校の学区
市立小・中学校に通う場合、学区（校区）は以下の通りとなる。
| 番地 | 小学校             | 中学校             |
| ---- | ------------------ | ------------------ |
| 全域 | 越谷市立蒲生小学校 | 越谷市立光陽中学校 |

## 交通

### 道路
- 埼玉県道115号越谷八潮線（草加産業道路）
  - 相生陸橋
- 登戸宮前通り

## 施設
- 登戸稲荷神社
- 越谷市立登戸保育所
- 精華幼稚園
- 越谷登戸郵便局
- 浄土宗報土院
- 蒲生地区センター・公民館
- 登戸会館